# Junker (Russia)
Nella Russia imperiale il termine Junker (russo: юнке) aveva diversi significati. 
- Junker (cirillico: юнкер) era, nell'esercito imperiale russo nel XIX e del XX secolo, il grado del volontario militare a ferma annuale (russo: вольноопределяющийся; traslittarato vol'noopredeljajuščijsja).
- Fanen-junker/junker (russo: фанен-юнкер/юнкер) era, dal 1902, un grado militare per gli ufficiali inferiori di discendenza dvorjanstvo (дворянство).
- Kamer-junker (russo: камер-юнкер; dal tedesco Kammerjunker) era un titolo di cortigiano definito nella Tavola dei ranghi, generalmente equivalente ad aiutante di camera.
- Junker era un termine per indicare gli allievi di qualsiasi Accademia o scuola di istruzione militare per junker tra il 1864 e il 1917.

## Etimologia
La parola "junker" ha radici tedesche (germaniche); la parola deriva dall'alto tedesco antico Juncherre, Jung Herr in tedesco, "giovane signore"). Nel XIX secolo erano la più alta aristocrazia della Prussia.

## Impero russo
Nella Russia zarista il titolo veniva assegnato al personale militare candidato al grado di ufficiale e successivamente anche agli allievi degli istituti di istruzione militare.
Nel 1798 furono istituiti gradi speciali per la promozione dei sottufficiali della nobiltà:
- Štandard-junker (cirillico: штандарт-юнкер) nella cavalleria pesante e tra gli ussari - militare responsabile della custodia e del trasporto dello stendardo in un reggimento di cavalleria
- Fanen-junker (russo: фанен-юнкер) - militare responsabile della custodia e del trasporto dello stendardo in un reggimento di cavalleria leggera
- Portupej-junker (russo: портупей-юнкер; letteralmente junker con dragona) - militare responsabile della custodia e del trasporto dello stendardo in un reggimento di cavalleria leggera e di artiglieria *Portupej-praporščik (russo: портупей-прапорщик; letteralmente portabandiera con dragona) - militare responsabile della custodia e del trasporto dello stendardo in un reggimento di fanteria.

Dal 1802, i sottufficiali della cavalleria, dell'artiglieria e dei cacciatori appartenenti alla nobiltà iniziarono a essere chiamati junkers. I sottufficiali di fanteria della nobiltà furono chiamati, dal 1800, podpraporščik.
Nelle truppe di artiglieria e del genio, a differenza di altri rami dell'esercito, c'era il grado di Štyk-junker (russo: штык-ю́нкер; letteralmente cadetto con baionetta), appartenente alla XII classe della Tavola dei ranghi.
Nel 1859 furono aboliti i gradi di praporščik, štandard-junker e fanen-junker, e per i nobili e i volontari in attesa di promozione a ufficiale fu introdotto un unico grado di junker e per coloro che avevano maggiore anzianità di portupej-junker.
Durante il regno dello zar Alessandro I furono istituite, nel 1864 scuole militari, i cui studenti ricoprivano il grado di Junker, e i candidati venivano accettati indipendentemente dall'origine. Tali istituti generalmente erano localizzati vicino alle sedi distrettuali di una determinata regione. Gli istituti di istruzione militare per Junker preparavano militari di basso rango per il grado di ufficiale. Nel 1900, il governo russo istituì scuole di fanteria junker a Mosca e Kiev, e nel 1902 una scuola di cavalleria junker a Elisavetgrad (in russo Елисаветград). Nel 1901, il governo trasformò tutte le ex scuole distrettuali in sette scuole di fanteria (San Pietroburgo, Vilna, Tiflis, Odessa, Kazan', Čuguev, Irkutsk), una scuola di cavalleria (Tver') e tre scuole cosacche (Novočerkassk, Stavropol', Orenburg).
Ogni Scuola junker aveva un programma triennale. Per iscriversi a una scuola junker, uno studente doveva aver frequentato il ginnasio o un corpo dei cadetti per sei anni o superare un esame corrispondente.
Nel 1851, la Marina imperiale russa introdusse sulle navi il grado di junker, che era equivalente al grado di konduktór (кондуктóр), grado che veniva assegnato a persone con un'istruzione superiore che entravano nel servizio navale come volontari e potevano essere promosse a ufficiale e, successivamente, agli studenti degli istituti di istruzione militare superiore della Marina russa ad eccezione del Corpo dei cadetti della Marina. Gli junker della Marina imperiale, dopo aver superato gli esami,prima speciali, poi nell'ambito del programma del Corpo dei cadetti o della Scuola Navale, venivano promossi a mičman o, se possedevano la specializzazione adeguata, a podporučik della Marina imperiale. Durante l'esistenza simultanea dei gradi navali di junker e di guardiamarina, quest'ultimo poteva essere retrocesso a cadetto per violazioni della disciplina militare.

### Ruolo nella Rivoluzione d'ottobre
Durante gli eventi della Rivoluzione d'Ottobre ebbero un ruolo di notevole rilievo essendosi resi protagonisti di un ammutinamento contro i bolscevichi (russo: Юнкерский мятеж; traslitterato Junkerskij Mjatež; traduzione: ammutinamento degli Junker), in difesa del governo di governo di Kerenskij, il quale aveva anche l'appoggio di una parte dei cosacchi, di tutta la borghesia, di una parte dei soviet dei contadini e dei democratici parlamentari. Gli junker avevano il compito di conquistare edifici strategici, come la centrale telefonica di Pietrogrado, che fu rapidamente recuperata dai bolscevichi e l'edificio Smol'nyj sede del quartier generale dei bolscevichi.  Centinaia di junkers furono uccisi o feriti nei combattimenti e dopo la resa decine di cadetti furono fucilati contro le mura della Fortezza di Pietro e Paolo. Tuttavia, alcuni comandanti bolscevichi come Vladimir Aleksandrovič Antonov-Ovseenko protessero i loro prigionieri e li risparmiarono dalla popolazione infuriata di Pietrogrado.

## Polonia
In Polonia, l'equivalente di questo grado è il grado Podchorąży.